# Chlorerythra sinaica
Chlorerythra sinaica är en fjärilsart som beskrevs av Edward P. Wiltshire 1949. Chlorerythra sinaica ingår i släktet Chlorerythra och familjen mätare. Inga underarter finns listade i Catalogue of Life.